# 메릴 뉴먼
메릴 에드워드 뉴먼(영어: Merrill Edward Newman, 문화어: 메릴 에드워드 뉴맨, 1928년 5월 20일 ~ 2022년 1월 17일)은 미국의 전직 군인으로, 한국 전쟁 당시 유격부대였던 제8240부대의 교관으로 활동했었다.
2013년 10월 조선민주주의인민공화국에 관광을 갔다가 억류되었고, 42일만에 풀려났다.